# Mikrofilament
Mikrofilamenti ali aktinski filamenti so beljakovinski nitasti filamenti, ki se nahajajo v citoplazmi evkariontskih celic in gradijo citoskelet. Spadajo med ene izmed treh najbolj pogostih citoskeletnih skupin, pri čemer drugi dve predstavljajo mikrotubuli in intermediarni filamenti. Zgrajeni so iz polimerov molekule aktina, a jih v manjših deležih sestavljajo tudi številne druge beljakovine, z nekaterimi citoplazemskimi in membranskimi proteini pa so v občasni interakciji (denimo miozinom, tropomiozinom in drugimi).

## Zgodovina
Molekularni procesi, v katerih je udeležen aktin, so bili precej dolgo predmet znanstvenih raziskav. Ameriško-nemški botanik George Engelmann je leta 1879 predlagal, da so številna opazovana gibanja znotraj rastlinskih in praživalskih celic (kot so na primer citoplazemski tok, ki ga imenujejo tudi cikloza, in ameboidno premikanje) primitivne različice mišičnega krčenja.
V letu 1930 so Szent-Györgyi in sodelavci prekršili eno izmed glavnih načel biokemije, kjer je bilo v navadi, da se preučuje encime (ki omogočajo sintezo večine celičnih molekul in so zato zelo pogost raziskovalni predmet) in ne strukturnih beljakovin, ki so končni produkt določenih biokemijskih reakcij, ki jih pospešujejo encimi. Zanimanje za gradbene beljakovine je bilo izredno koristno, saj so raziskovalci prišli do mnogih spoznanj, povezanih z mikrofilamenti in ostalimi elementi celičnega citoskeleta.

## Značilnosti
Mikrofilamenti imajo običajno premer od 5 do 7 nanometrov (zaradi česar veljajo za najtanjše predstavnike citoskeletnih elementov) in sestojijo iz dveh sestavljenih niti aktina, ki se zvijeta v dvovijačno (tudi helikalno) obliko. Aktinske molekule v tipični živalski celici predstavljajo od 1 do 5% vseh beljakovin, četudi je delež v mišičnih celicah lahko dvakraten. Povprečna koncentracija aktina znotraj posamezne celice je približno 0,5mM.
Posamezne aktinske molekule sestavlja 375 aminokislin, ki oblikujejo več izomorfnih oblik aktina. Po nekaterih podatkih je v živalskih celicah prisotnih 6 izomorfnih oblik, ki se med seboj razlikujejo zgolj na nekaj mestih aminokislinskega zaporedja. Pri sesalcih in pticah se pojavlja šest genov, pri čemer vsak nosi zapis za eno izomorfno obliko aktina. Štiri oblike (α aktin skeletnih mišic, α aktin srčnih mišic, α aktin gladkih mišic in γ aktin gladkih mišic) se običajno izražajo v celicah skeletnih, srčnih in gladkih mišic. Ostali dve izomorfni obliki, β-cito-aktin in γ-cito-aktin se pojavljata v večini evkariontskih celic. Ponekod se uporabljajo nekoliko drugačna poimenovanja za izomorfe aktina, vsem pa je skupno, da so vselej tri oblike alfa (α), dve gama (γ) in ena beta (β).
Aktinu sorodne so beljakovine družine Arp proteinov, pri čemer njihova kratica izhaja iz angleščine (actin related proteins) in jih zato v slovenščini pogosto naslavljamo kar aktinu sorodne beljakovine, sodelujejo pa pri polimerizaciji (tvorbi polimerov iz monomernih enot) mikrofilamentov in prenosu celičnih mešičkov (tudi veziklov) vzdolž mikrotobulov v citoplazmi celice.
Poznamo več morfoloških oblik aktina; glavni sta globularna ali kroglasta (monomerna) oblika G-aktin in nitasta (polimerna) oblika F-aktin, ki jo sestavljajo v verigo nanizani G-aktini. V vsaki aktinski molekuli se nahajajo tudi magnezijevi ioni in molekule ATP ter ADP (ki nastanejo s hidrolizo ATP-ja).
Mikrofilamenti so razmeroma raztegljivi in precej močni. Pri celičnem premikanju se en konec filamenta podaljšuje, medtem ko se drug krči. V literaturi del, kjer se dogaja podaljševanje, imenujejo plus (+) konec, mesto zmanjševanja pa označujejo kot minus (-) konec. Aktinski filamenti zaradi nenehnega krajšanja in podaljševanja veljajo za izjemno dinamične celične strukture. Občasno se več mikrofilamentov poveže s pomočjo različnih pomožnih beljakovin in tvorijo skupke v obliki snopov ali mreže.

## Funkcija
Med bistvene funkcije aktinskih filamentov spadajo citokineza (tudi delitev citoplazme, ki nastopi po mitozi in zajema končno razdelitev materinske celice na dve hčerinski), ameboidno premikanje (iztezanje delov celice v specifično smer), spreminjanje celične oblike, vpliv na viskoznost citoplazme, endocitoza, eksocitoza, krčenje celice, premikanje z lamelipodiji in filopodiji, in mehanska stabilnost. Največja koncentracija mikrofilamentah se v mnogih celicah nahaja tik pod celično membrano (temu območju rečemo skorja ali korteks), zaradi česar lahko citoskeletne strukture po potrebi vplivajo na celično obliko. Aktinski filamenti imajo ključno vlogo tudi pri nekaterih celičnih povezavah, saj se pritrjujejo na beljakovine v celičnih stikih (na primer tesnih in fokalnih).
Ponekod so mikrofilamenti stalne strukture, ki ne spreminjajo svoje zgradbe (denimo znotraj osnovnih krčljivih enot prečno progastih mišic, poimenovanih sarkomer, ki jih gradijo skupaj z beljakovino miozinom).

## Proces nastajanja mikrofilamentov
Za mikrofilamente je značilna polarnost, kar se odraža že pri njihovih osnovnih gradnikih, aktinskih molekulah, ki imajo na enem koncu vezano molekulo adenozina trifosfata, na drugi strani pa prazno vezavno mesto, kjer bo nastala povezava med dvema aktinoma. Polimerizacija (dodajanje monomernih enot) se odvija pretežno na koncu plus, v manjši meri pa na koncu minus, kjer pa pogosto poteka tudi depolimerizacija (odvzemanje monomernih enot) in posledično krajšanje ali celo razpad mikrofilamentov. Na koncu plus naj bi polimerizacija potekala od 5 do 10 krat hitreje kot na koncu minus. Pri vsaki povezavi dveh aktinskih molekul se odvije hidroliza ATP-ja, ki razpade na fosfat in molekulo ADP, pri čemer slednja ostane vezana na aktinu in zato tako molekulo G-aktina imenujemo kar ADP-aktin. Filament načeloma sestoji iz mnogih ADP-aktinskih molekul G-aktina, medtem ko se ATP-aktinske molekule nahajajo zgolj na plus koncu. Pri polimerizaciji se ves čas dogaja premik monomernih enot iz plus konca proti koncu minus, čemur se v literaturi pripisuje izraz treadmilling.
Proces nastajanja aktinskih filamentov delimo v tri faze:
1. Nukleacija: molekule G-aktina se zbirajo v kratke in nestabilne oligomere (dolge od 3 do 4 podenote), ki začnejo delovati kot nekakšen agregat, tudi nukleus (ali jedro) in privlačiti nove molekule. Dva monomera se združita v dimer (ki je še nestabilen), ta pa z novim monomerom v trimer, ki lahko že predstavlja nukleus za nukleacijo. Proces občasno traja dalj časa.[2]
2. Elongacija (ali podaljševanje): aktinski filamenti pospešeno pridobivajo na svoji dolžini, saj se monomerne enote dodajajo na oba konca. Zaradi tega nastajajo predvsem F-aktini (filamentne oblike).[2]
3. Faza ravnotežja: s pojavljanjem F-aktina se prisotnost G-aktina postopoma manjša, dokler oba tipa ne dosežeta približno enake koncentracije. Za to fazo procesa je značilno, da ohranja kritično koncentracijo monomernih enot na vrednosti 0,1 mikrometra. Ob zvišanju poteče polimerizacija G-aktina (podaljša se torej F-aktin), ob znižanju pa depolimerizacija F-aktina (nastane torej več G-aktinskih molekul).[2]

## Povezane beljakovine
V živalskih celicah, ki niso mišične, se aktinski filamenti tvorijo v bližini celične membrane. Njihova tvorba in delovanje sta odvisna od mnogih drugih beljakovin, med katere spadajo tudi:
- Formini (skupina beljakovin, ki so udeležene pri polimerizaciji aktina, sodelujejo pri citokinezi, celični polarnosti, celični migraciji idr.).[9]
- Arp proteini ali aktinu sorodne beljakovine (na primer Arp2/3 kompleks, ki je pomemben gradnik mikrofilamentov, in Arp 1, ki povezan z beljakovino dineinom sodeluje pri prenosu mešičkov ali celičnih organelov vzdolž mikrotubulov).[10]
- Beljakovine, ki povezujejo aktinske filamente, da nastajajo snopi in se tvorijo tako paralelne kot navzkrižne povezave (denimo α-aktinin, ki povezuje v kontraktilne snope, in fimbrin, ki združuje filamente v tesne snope).[2] V mikrovilih mikrofilamente v snope veže vilin, filamin pa tvori 3D-mrežo aktinskih filamentov.
- Beljakovine, ki povezujejo aktinske monomere (na primer profilin in timozin β4 ).[11]
- Beljakovine, ki s svojo vezavo povzročajo depolimerizacijo mikrofilamentov.[8] Z razgradnjo aktinskih filamentov na manjše delce se zmanjšuje viskoznost citoplazme. Takšne beljakovine so denimo gelsolin, ki vezan na plus konec in v navzočnosti kalcijevih ionov razbija mikrofilamente na manjše fragmente, in kofilin, ki zvišuje raven odcepa (tudi disociacije) monomerov z minus konca.[2]
- Pokrovne beljakovine, ki stabilizirajo mikrofilamente s tem, da se vežejo na njihove konce in ustvarijo zaščitno plast, ki preprečuje depolimerizacijo (denimo tropomodulin, ki se veže na minus konec, in Cap Z, ki se spoji s koncem plus).[8][2]
- Beljakovine, ki mikrofilamente vežejo na celično membrano (na primer spektrin in ankirin, ki tvorita povezave tudi s transmembranskima proteinoma glikoforinom in band 3).[2]

Poleg naštetih so poznane še mnoge druge beljakovine, ki so posredno ali neposredno povezane z mikrofilamenti. Po nekaterih podatkih naj bi jih bilo več kot 100, pričakuje pa se, da bodo odkrite še številne druge.